# Dôme de neige des Écrins
Il Dôme de neige des Écrins (4.015 m s.l.m. è una montagna francese del massiccio des Écrins nelle Alpi del Delfinato, posta nei pressi della più alta e importante Barre des Écrins, venendo comunque considerata una vetta a sé stante in quanto separata dalla Barre dalla Brèche Lory.

## Caratteristiche
Appartiene allo stesso massiccio della Barre des Écrins, e si in prossimità del punto di snodo tra la cresta principale N-S e la cresta secondaria cui appartiene la Barre. La cresta principale scende dalla Roche Faurio al Col des Écrins, da dove risale verso SSW fino al Dôme de neige des Écrins, dove piega leggermente verso S-E fino al Pic Lory, anticima della Barre des Écrins vera e propria. Dal Pic Lory la dorsale prosegue in direzione sud verso il Col des Avalanches, risale alla punta de Le Fifre, ridiscende al Col du Fifre e risale al Pic Coolidge, punto nodale da cui si dipartono diverse dorsali. 
Dalla vetta del Dôme si diparte in direzione ovest una dorsale secondaria che scende al Col de Bonne Pierre, dove si biforca: il ramo settentrionale scende verso la Pointe de Pié Berarde, mentre quella meridionale raggiunge in direzione SW la Pointe de Balme Rousse e poi piega a est digradando verso la valle del Vénéon. 
La montagna è così divisa in tre settori principali; il versante orientale è ricoperto dalla parte superiore del Glacier Blanc, quello meridionale sovrasta il ghiacciaio del vallone della Pilatte, mentre il versante nord-occidentale scende con ripide pareti rocciose sulla parte sommitale del ghiacciaio della Bonne Pierre. Dal punto di vista geologico, il massiccio è costituito essenzialmente da gneiss e scisti a diversa composizione e diverso grado metamorfico.

## Vie alpinistiche

### Via normale
La via normale ha inizio dal rifugio des Écrins, nel vallone di Ailefroide, da dove si risale il Glacier Blanc fino ai piedi della montagna. Da qui, per un canalino innevato, si raggiunge il colle della Brèche Lory, da dove per cresta si raggiunge la vetta. Il grado di difficoltà del percorso è valutato in F/F+.

## Galleria d'immagini

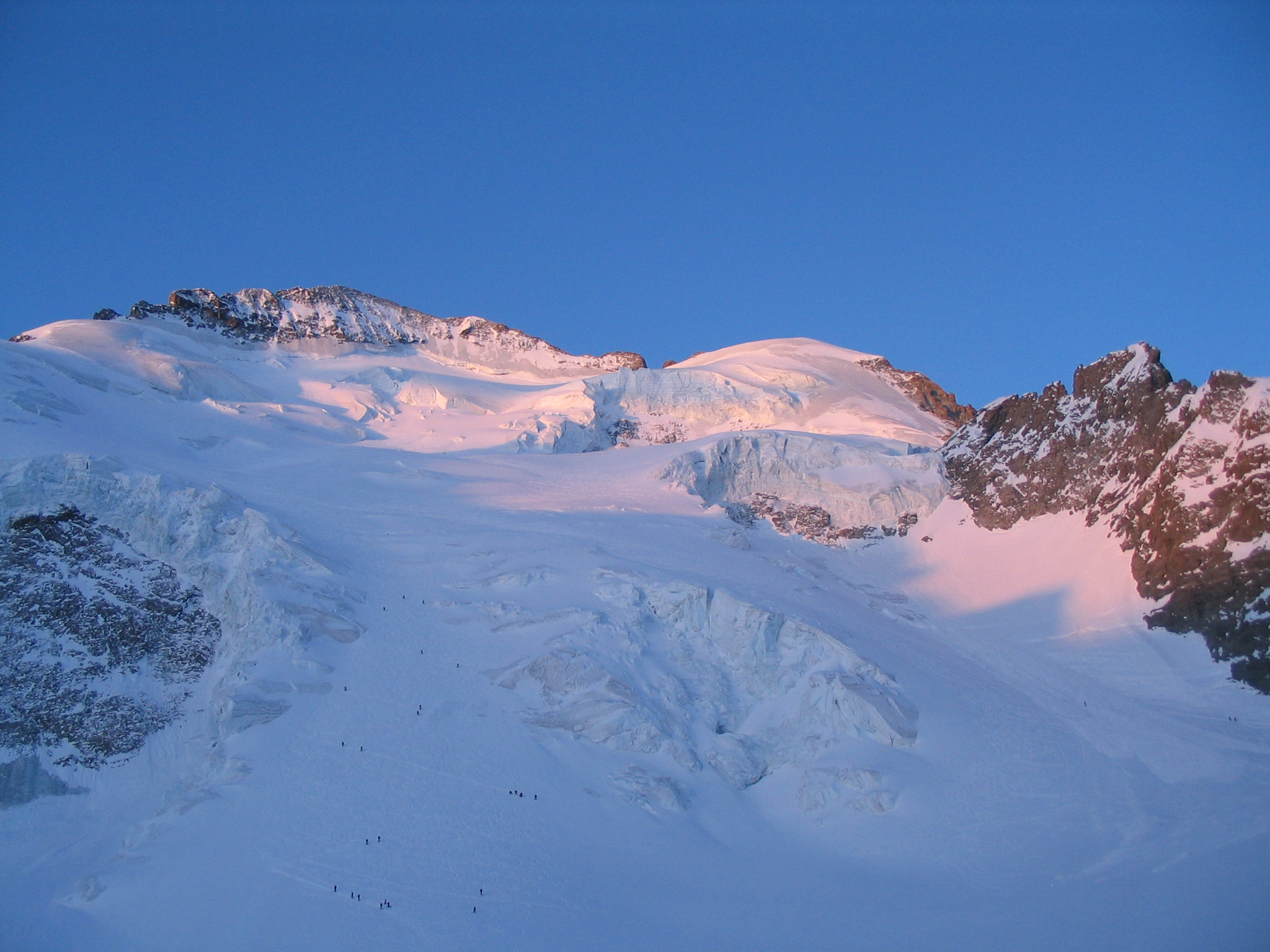
La parete nord della Barre, a sinistra, e del Dôme de neige des Écrins, a destra.
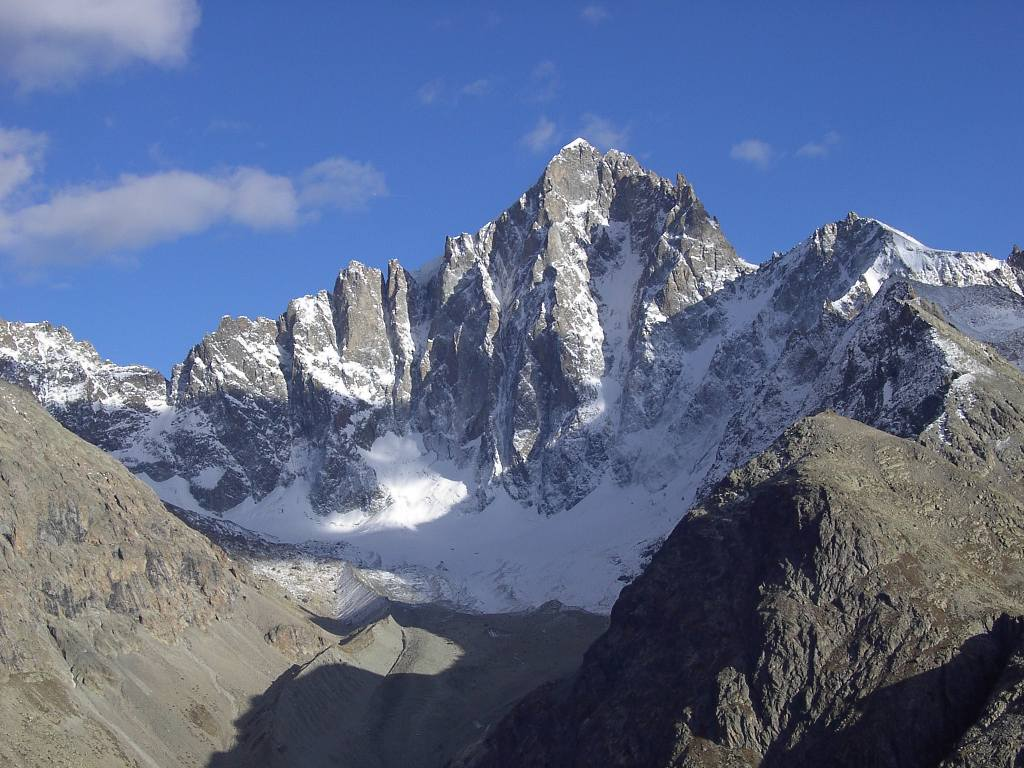
La parete nord-ovest del Dôme de neige des Écrins.
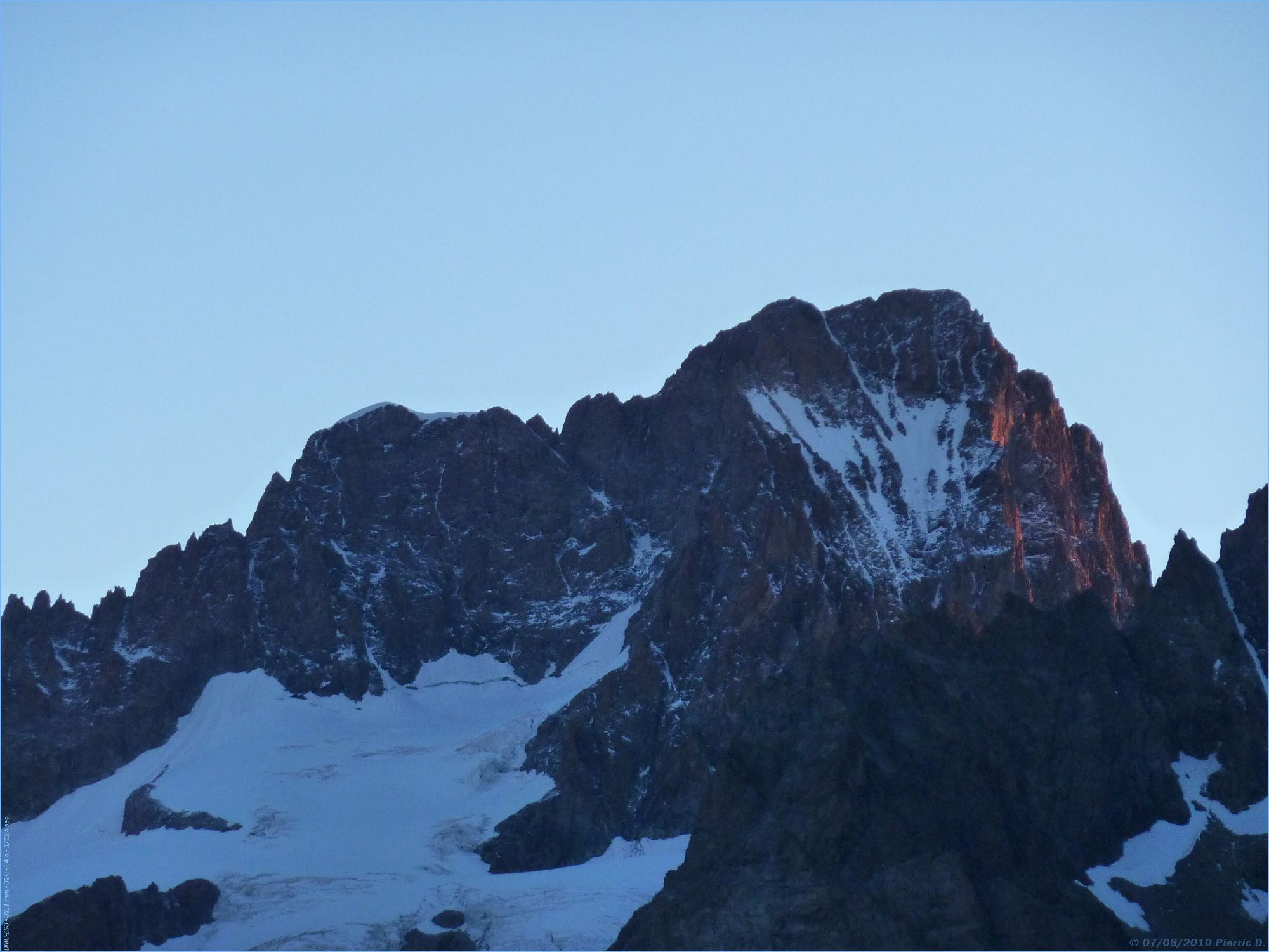
Da sinistra le pareti sud-ovest del Dôme de neige e della Barre des Écrins.